# Falstaff (film)
Falstaff är en spansk-schweizisk, engelskspråkig dramafilm från 1965 i regi av Orson Welles, med Welles, Keith Baxter, John Gielgud och Jeanne Moreau i huvudrollerna. Filmen handlar om John Falstaff, en figur som återkommer i flera av William Shakespeares pjäser, och prins Hal, som måste välja mellan sin vänskap med Falstaff och trohet till sin far, kung Henrik IV. Filmen spelades in i Spanien och var en spansk-schweizisk samproduktion. Dess spanska titel är Campanadas a medianoche, som betyder "Klockor vid midnatt". Manuset bygger på Welles' egen pjäs Five Kings.
Filmen tävlade vid filmfestivalen i Cannes 1966 där den fick ett tekniskt pris. Den gav Welles en BAFTA-nominering för bästa utländska skådespelare 1968. Den gick upp på svensk bio den 26 december 1968. Filmen fick initialt ett övervägande negativt mottagande, men växte i anseende med tiden. Welles själv ansåg att den tillsammans med Processen (1962) var hans bästa film. Stridsscenen i slutet av filmen blev stilbildade och gav inspiration till scener i bland annat Braveheart (1995) och Rädda menige Ryan (1998).

## Medverkande
- Orson Welles – Sir John Falstaff
- Jeanne Moreau – Dorta Slitlakan
- Margaret Rutherford – husmor Quickly, värdinna på tavernan i Eastcheap
- John Gielgud – kung Henrik IV
- Keith Baxter – prins Hal/Harry av Wales, senare kung Henrik V
- Marina Vlady – Kate Percy
- Norman Rodway – Henry Percy, kallad Hetsporr
- Alan Webb – Robert Simpel, fredsdomare på landet
- Walter Chiari – Tysk, fredsdomare på landet
- Michael Aldridge – Pistol, Falstaffs uppassare
- Tony Beckley – Ned Poins, i prins Henrys sällskap
- Fernando Rey – Henry Percy, earlen av Worcester, Henry Percys far
- Andrew Faulds – earlen av Westmoreland
- José Nieto – earlen av Northumberland
- Jeremy Rowe – prins John av Lancaster, Henrik IV:s son
- Beatrice Welles – Falstaffs page
- Paddy Bedford – Bardolph, Falstaffs uppassare
- Keith Pyott – lordöverdomaren i kungens högsta domstol
- Ralph Richardson – berättaren